# Fly Arystan
Fly Arystan ist eine Billigflug-Fluggesellschaft in Kasachstan und Tochterunternehmen der Air Astana. Die Gesellschaft nahm am 1. Mai 2019 den Betrieb auf.

## Geschichte und Flugziele

Destinationen von FlyArystan

Die Fluggesellschaft startete mit sechs Inlandsstrecken und einem internationalen Flug vom Almaty International Airport nach Taraz, Shymkent, Pavlodar, Uralsk, Astana, Karaganda und Moskau. Anfänglich stellte Air Astana hierfür im Rahmen ihres Luftverkehrsbetreiberzeugnisses zwei Airbus A320 aus eigener Flotte bereit. Die Flugzeiten betragen jeweils zwischen ein bis drei Stunden.

## Flotte
Mit Stand Februar 2025 besteht die Flotte der Fly Arystan aus 24 Flugzeugen mit einem Durchschnittsalter von 6,7 Jahren:
| Flugzeugtyp     | Anzahl | bestellt | Anmerkungen   | Sitzplätze | Durchschnittsalter |
| --------------- | ------ | -------- | ------------- | ---------- | ------------------ |
| Airbus A320-200 | 13     | 01       | einer inaktiv | 180        | 11,0 Jahre         |
| Airbus A320neo  | 11     | 0        | neun inaktiv  | 188        | 01,5 Jahre         |
| Gesamt          | 23     | 01       |               |            | 06,7 Jahre         |

## Handgepäckregelung
Für Passagiere ist die Mitnahme von bis zu fünf Kilogramm Handgepäck kostenfrei. Für schwereres Handgepäck bis zu zehn Kilogramm fallen je nach Länge der Flugroute zusätzliche Kosten an.